# 南河站
南河站是一个北同蒲线上的铁路车站，位于山西省忻州市南河村，建于1935年，目前为五等站，邮政编码为034021。目前客运：办理旅客乘降；不办理行李、包裹托运；不办理货运营业。
1. ↑  铁道部电子计算技术中心, 铁道部运输局. . 北京: 中国铁道出版社. 1998: 52. ISBN 9787113030995.